# Wangunrejo (Banyu Urip)
Wangunrejo is een bestuurslaag in het regentschap Purworejo van de provincie Midden-Java, Indonesië. Wangunrejo telt 1030 inwoners (volkstelling 2010).